# Gaimardia australis
Espèce
Gaimardia australis est une espèce de plantes à fleurs de la famille des Restionaceae. Son aire d'origine est le Sud du Chili; le Sud dr l'Argentine et les îles Faikland

## Description
Gaimardia australis présente des coussins vivaces ressemblant à de la mousse. Les feuilles sont caulinaires, densément distiquées le long des tiges ramifiées. Les fleurs sont hermaphrodite. Les gaines foliaires sont scariolées, auricules absents, avec des ligules. Les lamines foliaires sont térébrantes à cannelées, surface papilleuse. Inflorescence en épi terminal de 2-3 bractées alternées, convolutées et apprimées. Ecailles florales secondaires hyalines, absentes. Fleurs 1 ou 2/épi, bisexuées. Il y a deux étamines, un ovaire biloculaire collatéral ; 2 styles. Les fruits sont des capsules biloculaires, chaque locule contenant 1 graine. Les graines sont déhiscentes longitudinalement par une ligne de faiblesse (fente dorsale).

## Systématique
Le nom correct complet (avec auteur) de ce taxon est Gaimardia australis Gaudich..
Gaimardia australis a pour synonymes :
- Gaimardia pusilla Gaudich.
- Gaimardia pusilla Gaudich. ex Gay